# Tonk István
Tonk István (Kolozsvár, 1942. február 26. – Kolozsvár, 2010. április 3.) erdélyi magyar rendszertervező mérnök,  Tavaszy Sándor unokája, Tonk Emil fia, Tonk Sándor testvére.

## Életútja, munkássága

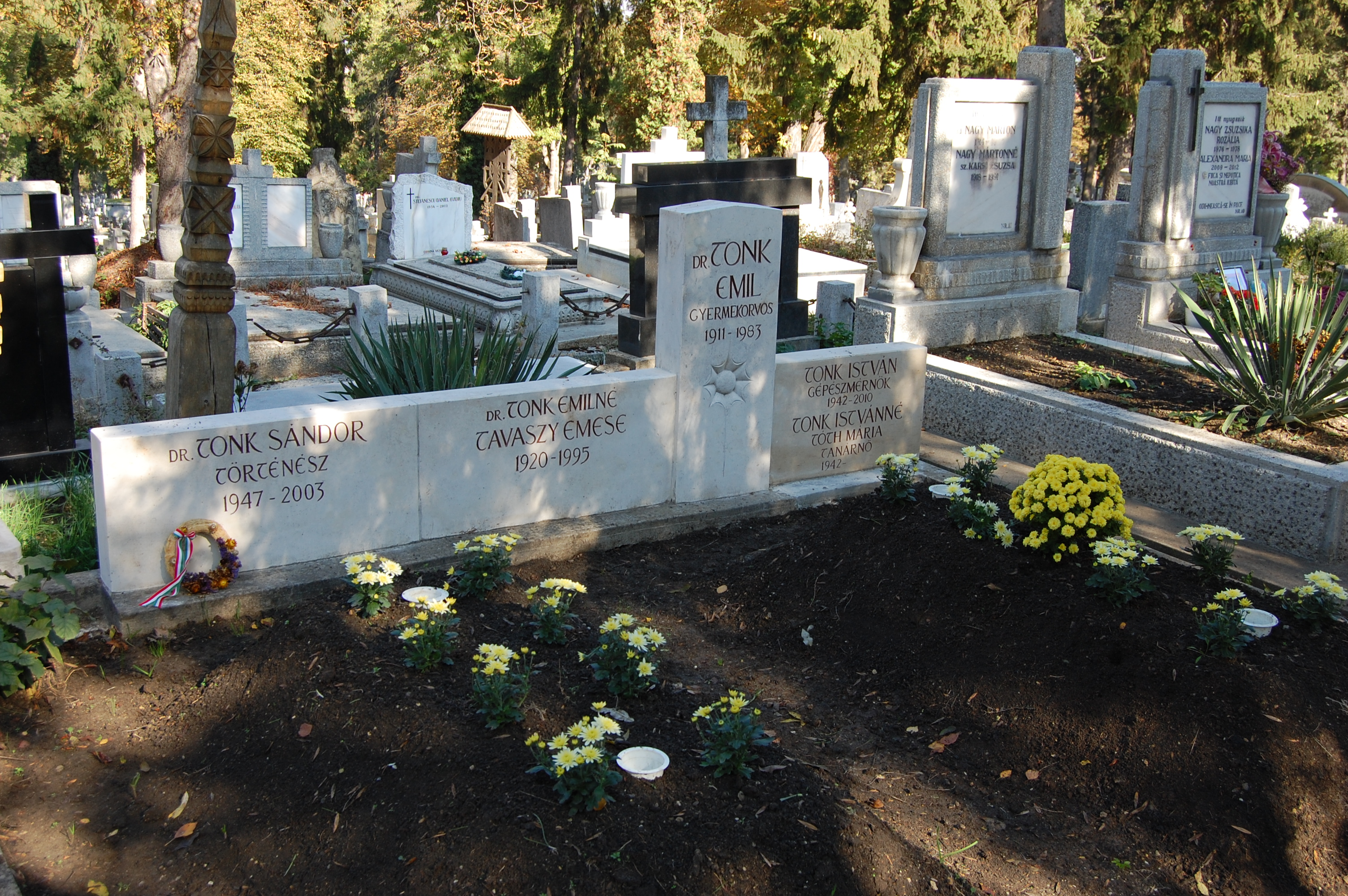
Sírja a Házsongárdi temető Kertek nevű részében

Középiskoláit szülővárosában, az Ady Endre Középiskolában végezte (1959). A kolozsvári Politechnikán, a gépgyártás-technológia szakon tanult (1959–64), majd Bukarestben rendszertervező mérnöki diplomát szerzett (1969). 1964–72 között az Armătura Gépgyár tervezőmérnöke, 1972–90 között a Területi Számítóközpont rendszertervezője, 1990-től az Erdélyi református egyházkerület főgondnoka, 2003-tól ügyvezető főgondnoka, a Misztótfalusi Kis Miklós Sajtóközpont igazgatója. Tagja volt a Kárpát-medencei Református Konventnek.
Kutatási területe az erdélyi nyomdászat története.